# Sindrome dell'intestino irritabile
La sindrome dell'intestino irritabile o sindrome del colon irritabile (SII o IBS dall'inglese irritable bowel syndrome) è un disturbo intestinale caratterizzato da dolore addominale associato o meno a cambiamenti dell'alvo (in senso stitico o in senso diarroico) che migliora con la defecazione, o che è associato a cambiamento nella frequenza dell'evacuazione o a cambiamento nella forma delle feci.
Spesso in passato, e ancora oggi da alcuni pazienti, era conosciuta con il nome di colite spastica.

## Definizione e classificazione
La SII appartiene al gruppo dei disordini funzionali gastrointestinali, ora chiamati disordini dell'interazione intestino-cervello (DGBI dall'inglese disorders of gut–brain interaction), una categoria diagnostica definibile in base alla presentazione sintomatologica e caratterizzata dall'assenza di una evidente alterazione patogenetica.
In base ai criteri di Roma IV, l'IBS è caratterizzato da dolore addominale ricorrente, almeno 1 giorno a settimana negli ultimi 3 mesi continuativamente (ma insorti almeno 6 mesi prima), associato a due o più dei seguenti criteri:
- Relativo alla defecazione
- Associato a un cambiamento nella frequenza delle feci
- Associato a un cambiamento di forma (aspetto) delle feci

## Principali malattie, patologie, intolleranze da escludere prima di diagnosticare SII
- Malattie infiammatorie (colite microscopica, malattia di Crohn, rettocolite ulcerosa, diverticolite, endometriosi...)
- Celiachia
- Intolleranza al lattosio
- Alterazioni anatomiche (stenosi, outlet obstruction, dolicocolon, rettocele, diverticolosi, sindrome del pubo-rettale...)
- Alterazioni del metabolismo (iper- ipotiroidismo, iperparatiroidismo...)
- Neoplasie (carcinoidi, cancro del colon-retto...)
- Pseudo-ostruzione intestinale, una rara patologia caratterizzata da assenza di peristalsi intestinale senza un’ostruzione meccanica, e altre patologie intestinali motorie (occlusione intestinale, atonia intestinale)

## Epidemiologia
I disturbi funzionali intestinali colpiscono il 3-20% della popolazione degli Stati Uniti d'America, con una prevalenza maggiore nelle aree industrializzate. Le nazioni con maggiore prevalenza sono il Brasile (43%) e il Messico (46%), quelle con minore il Giappone e l'India. La SII ha una prevalenza di circa il doppio nel genere femminile. Da una recente indagine la SII diagnosticata secondo i criteri di Roma IV ha una prevalenza del 5% in Italia.

## Patogenesi
Per definizione, non è possibile identificare un univoco elemento patogenetico che giustifichi lo sviluppo della sindrome dell'intestino irritabile.
Benché siano state avanzate diverse ipotesi per spiegare l'aumento della sensibilità intestinale (iperalgesia viscerale) e la motilità intestinale alterata, la patogenesi della SII non è tuttora chiara. L'ipotesi più suggestiva è che le manifestazioni sintomatologiche siano causate da più fattori concorrenti, tra cui la predisposizione genetica, precedenti episodi infettivi acuti a carico del tratto gastrointestinale (soprattutto infezioni sostenute da Campylobacter e Shigella) e la presenza di precipui stimoli biologici presenti nel lume intestinale, come alcuni antigeni alimentari, batteri, allergeni o farmaci, la carenza di vitamina D e l'intolleranza all'istamina o una sua disfunzione a causa di un'eccessiva attività dei mastociti come nella sindrome da attivazione mastocitaria (MCAS), i cui sintomi intestinali sono simili.
Riguardo alla possibile patogenesi infettiva, uno studio recentemente pubblicato ha dimostrato una maggiore incidenza di SII nei pazienti ricoverati per il COVID-19 rispetto ad un gruppo di controllo di pazienti ricoverati per altri motivi.
Ulteriore elemento è l'ipersensibilità viscerale, definita come un'abnorme percezione dei normali processi fisiologici connessi con la digestione; in tal senso, alterazioni delle fibre C afferenti intestinali o anomalie psicobiotiche o neurologiche che provocano l'esaltata attività dei neuroni delle corna posteriori del midollo spinale (cosiddetto brain-gut axis, "asse cervello-intestino") sarebbero responsabili dell'anomala percezione della peristalsi e della distensione viscerale avvertiti nei soggetti con SII come dolore o fastidio. Ulteriore ipotesi identifica la patogenesi della SII con un'alterazione del controllo neuroimmunoendocrino; in base a questa ipotesi, l'aberrante percezione dei normali processi digestivi sarebbe da imputare al disequilibrio di risposta tra cellule CD3+/CD25+, gli stimoli nervosi afferenti/efferenti e la secrezione di fattori neuroendocrini come il CRH, il cortisolo, la noradrenalina e l'adrenalina. L'ipotesi disregolativa dell'attività fisiologica intestinale trova conforto dall'evidenza che soggetti con precedenti infezioni o chirurgia del tratto gastrointestinale sono maggiormente predisposti allo sviluppo di SII.
Quali che siano i fattori scatenanti, è indubbio che il profilo psicologico del paziente giochi un ruolo fondamentale nella patogenesi della SII; tale connessione è evidenziata dall'andamento ricorrente della malattia, con fasi di remissione e riesacerbazione, queste ultime molto frequentemente precedute da intensi stress psicofisici (somatizzazione). Il dolore e il fastidio addominale, accompagnati da alterazione dell'alvo sono inoltre essi stessi causa di stress, ansia ed apprensione, stati emotivi che possono sostenere il circolo vizioso alla base della sindrome dell'intestino irritabile. L'ansia e lo stress secondo alcuni studi di psiconeuroendocrinoimmunologia causano l'alterazione dei neurotrasmettitori dei neuroni della glia che vanno a stimolare la produzione di glucocorticoidi nella corteccia surrenale, corticosteroidi naturali, i quali a loro volta, se in eccesso e presenti cronicamente, stimolano altri neuroni, che sono legati allo sviluppo di malattie infiammatorie intestinali, quali appunto la colite spastica o IBS, la colite ulcerosa, la malattia di Crohn, e disturbi gastrointestinali, in quanto con i loro neurotrasmettitori innescano micro-reazioni infiammatorie simil-autoimmuni nell'intestino spingendo in tale senso gli anticorpi che reagiscono erroneamente ad un'infezione assente, contro il microbiota intestinale e l'intestino stesso.

## Profilo clinico
La principale manifestazione della sindrome dell'intestino irritabile è il dolore. Sovente, i pasti rappresentano gli eventi scatenanti il dolore che, viceversa, tende a venir alleviato dalla defecazione (anche dall'emissione di gas anche se non rappresenta un criterio diagnostico). Al dolore si associano spesso il senso di gonfiore e distensione addominale. A seconda delle caratteristiche delle feci vengono distinti quattro gruppi in cui è possibile stratificare i pazienti. Le persone con SII, più comunemente di altri manifestano malattia da reflusso gastroesofageo, tachicardia, sintomi genito-urinari (es. disuria), cefalea, lombalgia, dolore in varie parti, e sintomi dell’umore come ansia e depressione. Si vedano le comorbilità e complicanze della IBS.

### Sindrome dell'intestino irritabile con stipsi prevalente
Tale gruppo è caratterizzato dalla presenza di feci dure o caprine in una percentuale superiore al 25% delle defecazioni e di feci non formate in una percentuale inferiore al 25%. Questi pazienti riferiscono spesso meno di tre evacuazioni alla settimana, accompagnate da sforzo durante la defecazione e sensazione di incompleto svuotamento intestinale, anche fino ad arrivare a coprostasi (dischezia e talvolta fecaloma, rischi di occlusione intestinale a lungo termine). Molto frequentemente questi pazienti ricorrono all'uso di lassativi.

### Sindrome dell'intestino irritabile con diarrea prevalente
In questo caso, l'alvo è caratterizzato da feci molli, non formate, in una percentuale superiore al 25% delle defecazioni e di feci dure o caprine in una percentuale inferiore al 25%. Questi pazienti riferiscono spesso più di tre evacuazioni al giorno, accompagnate da stimolo imperioso, incontinenza e presenza di muco nelle feci. La diarrea, tuttavia, non interrompe il sonno e non provoca né squilibri idroelettrolitici né sindrome da malassorbimento.

### Sindrome dell'intestino irritabile con alvo alterno
Tale gruppo presenta feci non formate, molli, in più del 25% delle evacuazioni e dure, caprine, in più del 25% delle evacuazioni. Ad episodi di diarrea intensa si alternano episodi di stipsi più o meno grave.

### Sindrome dell'intestino irritabile inclassificata
In questi pazienti non è possibile identificare con precisione una prevalenza o un'alternanza del tipo di alvo.
- Risveglio provocato dai disturbi
- Sangue nelle feci
- Masse addominali
- Anemia
- Febbre
- Eccessivo dimagrimento

## Profilo diagnostico
Molti pazienti con diagnosi di sindrome dell'intestino irritabile possono anche cercare ulteriori diagnosi. Tuttavia, quando i medici identificano i sintomi dei pazienti come reali e possono fare una diagnosi basata sui criteri di Roma, i pazienti hanno maggiori probabilità di accettare la diagnosi. La diagnosi di sindrome dell'intestino irritabile, secondo i criteri di Roma, viene posta se le manifestazioni descritte precedentemente persistono in maniera continua o ricorrente per un periodo di almeno 3 mesi consecutivi, con insorgenza almeno 6 mesi prima della diagnosi. Benché per definizione la diagnosi si fondi completamente nel contesto anamnestico, è necessario un accurato esame obiettivo. L'esame obiettivo non evidenzierà pallore del paziente né masse addominali; a volte sarà possibile rilevare meteorismo e corda coli, o corda colica, con questo termine si fa riferimento ad un colon abnormemente contratto e dolente alla palpazione, spesso a livello della fossa iliaca sinistra e del fianco sinistro. Un'accurata anamnesi, che escluda le manifestazioni di allarme riportate nel riquadro a destra, ha un valore predittivo positivo di circa il 98%.
Questo significa che l'accurato approccio anamnestico è sufficiente a porre diagnosi senza eseguire costose ed invasive procedure diagnostiche in buona parte dei casi.
Tale approccio permette di porre diagnosi di certezza, evitando al paziente di sottoporsi ad esami ulteriori che rafforzerebbero soltanto l'atteggiamento da malattia.
In tutti i pazienti di età inferiore a 45 anni e con anamnesi familiare negativa per neoplasie intestinali è sufficiente corroborare il sospetto diagnostico mediante la richiesta di:
- Esame emocromocitometrico
- Proteina C reattiva
- funzionalità tiroidea
- Esame delle feci, l'esame della calprotectina fecale e, in alcuni casi, esami della coprocoltura e parassitologici)

Nei pazienti con SII con diarrea prevalente (in caso di sospetto) può essere inoltre utile richiedere:
- Titolazione sierica degli anticorpi anti-transglutaminasi la cui negatività porta all'esclusione delle celiachia
- Esofagogastroduodenoscopia con biopsie duodenali in caso di positività degli anti-transglutaminasi per confermare la diagnosi di celiachia
- Dosaggio sierico del TSH e degli ormoni tiroidei per escludere l'ipertiroidismo
- Ecografia delle anse intestinali
- Nei casi in cui si presenti sanguinamento, si dovrebbe procedere all'esecuzione di una colonscopia

Nei pazienti con SII con stipsi prevalente (in caso di sospetto) può essere utile richiedere:
- Glicemia e emoglobina glicosilata per escludere il diabete
- Dosaggio del paratormone per escludere l'iperparatiroidismo
- Dosaggio del TSH per escludere l'ipotiroidismo
- Defecografia
- Tempi di transito intestinale
- Manometria anorettale

L'ecografia pelvica ed addominale, in virtù dell'assenza di invasività, dovrebbe essere utilizzata nei casi in cui vi è sospetto di malattie extraintestinali alla base del dolore (ad esempio problematiche ginecologiche, litiasi della colecisti).

## Comorbilità e complicanze
- Fibromialgia
- Cistite interstiziale[16]
- Diverticolosi, ragadi anali, emorroidi, prolasso rettale[17]
- Coliche renali[18]
- Disturbo d'ansia, depressione
- Ipertonia pelvica
- Maggiore prevalenza di lassità e iper-mobilità articolare, nelle forme costipative[19]
- Stitichezza cronica, dolicocolon non congenito (raro), occlusione intestinale (raro), coprostasi, dischezia, fecaloma
- Disidratazione, squilibrio di elettroliti, malassorbimento (rare)

## Terapia
La terapia è finalizzata alla risoluzione degli eventi patogenetici alla base della SII.
In questo senso, occorre stabilire un buon rapporto medico-paziente fornendo empatia, coinvolgendo il paziente in un'interazione centrata sul paziente, descrivendo i meccanismi del disturbo e trovando possibili soluzioni per migliorare la sintomatologia.
I pazienti con SII spesso percepiscono il cibo come fattore scatenante dei loro sintomi digestivi e molti preferiscono l'intervento nutrizionale come trattamento di prima linea alla valutazione gastroenterologico. La messa a fuoco negli ultimi anni del ruolo dei FODMAP (carboidrati a catena corta scarsamente assorbiti nell'intestino tenue) nel creare i sintomi tipici della SII in chi soffre di SII, ha portato la comunità medico scientifica a concludere che una restrizione/regolazione dei FODMAP all'interno della dieta permette di alleviare in un numero alto di pazienti numerosi disturbi (specie gonfiore, dolore e diarrea). Anche nei pazienti che soffrono solamente di gonfiore addominale senza dolore, ossia di gonfiore addominale funzionale, la dieta povera di FODMAP ha dimostrato efficacia nella riduzione del sintomo. Tuttavia, la dieta FODMAP è una dieta molto restrittiva.
Le alterazioni nella composizione e nelle funzioni del microbioma intestinale stanno emergendo come potenziale bersaglio per la gestione della SII. Trattamenti che modificano il microbiota, inclusi prebiotici, probiotici, antibiotici e il trapianto di microbiota fecale, sono promettenti nell'alleviare i sintomi della SII. In particolare, un beneficio clinicamente importante potrebbe essere ottenuto in alcuni sottogruppi di pazienti, in particolare quelli con sintomi predominanti di diarrea e quelli con sintomi predominanti di stitichezza. Esistono prove dell'efficacia di diversi ceppi probiotici delle seguenti specie (utilizzati in prodotti a ceppo singolo o multi-ceppo): Enterococcus faecium, Saccharomyces boulardii, Bifidobacterium bifidum, Bifidobacterium longum, Bifidobacterium animalis lactis, Lactobacillus acidophilus, Lactobacillus casei, Lactobacillus plantarum, Lactobacillus rhamnosus e Escherichia coli.
Antibiotici non assorbibili, quali la Rifaximina, hanno dimostrato efficacia nei pazienti con SII (non nella variante stipsi). Anche il sintomo del gonfiore addominale migliora con questa terapia.
Un singolo trapianto di microbiota fecale ha dimostrato ottimi risultati quando eseguito da un singolo donatore, con effetti persistenti fino a tre anni.
In corso di diarrea, la frequenza delle scariche può essere diminuita appunto riducendo l'assunzione alimentare di alcuni FODMAP come fruttosio, sorbitolo e mannitolo. Questi ultimi due sono presenti soprattutto come dolcificanti di caramelle e gomme da masticare. A questi accorgimenti può essere utile associare preparati a base di caolino come la diosmectite.
Nei soggetti con alvo prevalentemente stitico e con presenza di meteorismo, sono disponibili preparati a basse concentrazioni di polietilenglicole/sali minerali, da assumere quotidianamente. Vengono inoltre utilizzati integratori come acido butirrico. Sono da preferire i lassativi osmotici (mannitolo, lattulosio, macrogol) e l'aumento di alimenti fibrosi.
L'uso di ansiolitici (come le benzodiazepine) nei brevi periodi in cui il paziente riconosce il proprio stato d'ansia, è molto utile nel ridurre la partecipazione psicologica al dolore, con riduzione dello stesso. È stato anche sperimentato l'uso di antistaminici, ottenendo buoni risultati con l'ebastina.
Analogamente, l'utilizzo di antidepressivi come gli antidepressivi triciclici o gli SSRI, oltre a modulare direttamente il dolore senza alterare la funzione psichica, sono in grado di migliorare la qualità del sonno e di diminuire la frequenza degli attacchi. Tuttavia, tali terapie devono essere intraprese in un adeguato contesto psicoterapeutico volto non soltanto alla terapia della SII, ma alla ricerca e all'eliminazione degli elementi psicosociali alla basi dei disturbi d'ansia o depressione. Altre terapie sono invece rivolte al controllo del dolore; in questo senso, sono particolarmente utili alcuni spasmolitici (specie in caso di diarrea prevalente) e miolitici come:
- Cimetropio bromuro
- Otilonio bromuro
- Pinaverio bromuro
- Trimebutina
- Mebeverina
- Scopolamina-N-butilbromuro
- Alverina

Analogamente alla terapia della diverticolosi, la sindrome meteorica può essere ridotta utilizzando antibiotici scarsamente assorbibili e probiotici che regolarizzino la flora intestinale.
Per trattare l'ipersensibilità viscerale è usata anche l'elettro neuro-stimolazione del nervo tibiale posteriore onde rilassare il pavimento pelvico.
È stata sperimentata anche l'ipnositerapia che agisce sul sistema simpatico nella connessione cervello-intestino, con effetti, nei trial clinici effettuati, efficaci come la dieta a basso contenuto di FODMAP.
Numerosi studi hanno dimostrato che l'esercizio fisico aerobico di intensità moderata, eseguito in maniera costante e duratura, riduce i sintomi intestinali nei pazienti affetti da SII.